# Jason Kravits
Pour les articles homonymes, voir Kravits.
Jason Kravits est un acteur américain né le 28 mai 1967 à Rockville, Maryland (États-Unis).

## Filmographie

### Cinéma
- 1994 : Major League II : Accountant
- 1995 : Mort the Traffic Guy: Mort Bags It (vidéo) : Mort
- 1999 : Flic de haut vol (Blue Streak) de Les Mayfield : Customs Guy
- 2000 : Les Pierrafeu à Rock Vegas (The Flintstones in Viva Rock Vegas) : Choreographer
- 2000 : Dancing at the Blue Iguana : Gordon
- 2001 : Sweet November : Manny
- 2001 : Monkeybone : Guest
- 2002 : Wheelmen : Percy
- 2002 : Une soirée parfaite (The Third Wheel) : Stage Manager
- 2004 : Et l'homme créa la femme (The Stepford Wives) : Vic Stevens
- 2006 : Waltzing Anna : Dr. Meyer
- 2013 : Casse-tête chinois : l'avocat de Xavier

### Télévision
- 1982 : Powerhouse: Lolo Knopke
- 1999 : Jackie's Back!: Wimpy Bald Man
- 1999-2001 : The Practice : Donnell et Associés: Richard Bay
- 2002 : What Leonard Comes Home To
- 2003 : Wanda at Large: Roger (2003)
- 2004 :  Tout le monde aime Raymond : Sam
- 2004 : New York, unité spéciale (Law & Order: Special Victims Unit) (saison 5, épisode 17) : principal Andrew Kilgore
- 2007 : New York, section criminelle (Law & Order: Criminal Intent) (saison 7, épisode 3) : Jim Kettle
- 2009:  Grey's anatomy : Chuck (saison 5, episode 12)
- 2010 : New York, police judiciaire (Law & Order) (saison 20, épisode 12) : conseiller Barron
- 2020 : New York, unité spéciale (saison 22, épisode 2) : conseiller Sandy Braun
- 2022 : New York, unité spéciale (saison 24, épisode 5) : conseiller Sandy Braun